# Margarita de Anhalt-Köthen
Margarita de Anhalt-Köthen (en alemán, Margarete von Anhalt-Köthen; Köthen, 12 de noviembre de 1494-Weimar, 7 de octubre de 1521) fue miembro de la Casa de Ascania. Era princesa de Anhalt-Köthen por nacimiento, y por matrimonio princesa heredera de Sajonia.

## Biografía
Margarita era hija del príncipe Valdemar VI de Anhalt-Köthen de su matrimonio con Margarita (1464-1539), hija del conde Gunter XX de Schwarzburgo.
El 13 de noviembre de 1513 se casó en Torgau con el posterior elector Juan el Constante de Sajonia (1468-1532). Era su segunda esposa. El hermano de Juan, Federico III, no estaba contento de que se casara con Margarita, que era de una familia principesca relativamente menor. Para Federico, esta fue una razón para finalizar su gobierno conjunto y dividir el país. El hermano de Margarita, Wolfgang, fue el segundo príncipe del Imperio, después de Federico III, que se convirtió al luteranismo. El poeta Philip Engelbrecht dedicó un epitalamio para Juan y Margarita en 1514. Juan se dedicó a su esposa y la quería mucho.
Margarita murió en 1521 en su residencia en Weimar, cuatro años antes de que su marido se convirtiera en elector de Sajonia. 

## Descendencia
Desde su matrimonio, Margarita y Juan tuvieron los hijos siguientes:
1. María (Weimar, 15 de diciembre de 1515-Wolgast, 7 de enero de 1583), se casó el 27 de febrero de 1536 con el duque Felipe I de Pomerania.
2. Margarita (Zwickau, 25 de abril de 1518-Rümlingen, 10 de marzo de 1545), se casó el 10 de junio de 1536 con Hans Buser, barón de Liestal.
3. Juan (Weimar, 26 de septiembre de 1519).
4. Juan Ernesto (Coburgo, 10 de mayo de 1521-ibidem, 8 de febrero de 1553), duque de Sajonia-Coburgo.